# 마리아님이 보고계셔
《마리아님이 보고계셔》(マリア様がみてる 마리아사마가미테루[*])는 곤노 오유키(今野緒雪)의 소설이다. 마리미테(マリみて)라는 약칭으로 부르기도 한다. 1997년 코발트 2월호에 처음 연재된 이후 슈에이샤 코발트 문고에서 단행본이 발간되고 있다. 히비키 레이네(ひびき玲音)가 일러스트를 맡았다. 일본 현지에서는 2008년 12월 26일 33번째(프리미엄 북과 일러스트컬렉션까지 포함한다면 36번째) 단행본인 〈헬로, 굿바이〉가 출판됨으로써 1부(유미와 사치코의 이야기)는 완결되고 뒤이어 새로운 이야기, 아리마 나나가 신입생이 되어 들어오는 이야기가 34번째부터 전개되는 것으로 생각되었으나 네 권 연속으로 외전 및 단편집만 나온 뒤 소식이 잠잠해졌다. 그 후 2013년 10월에 발행된 외전 <석가님도 보고 계셔>의 열 번째 단행본을 끝으로 시리즈 완결을 알리는 소식이 발표되었다.
2004년 1월 TV 도쿄에서 스튜디오 딘의 제작으로 애니메이션이 방영되었다. 같은 해 7월 2기인 《마리아님이 보고계셔 - 봄》이 방영되었다. 2003년 10월부터 슈에이샤의 소녀만화 잡지 《마가렛》에서 나가사와 사토루(長沢智)가 만화를 연재하고 있고, 책으로는 9권까지 출간되었다. 이외의 상품으로는 드라마CD와 이미지 보컬 앨범, DJCD가 있다. 2007년 7월 현재 OVA 형식으로 제작된 3기가 5부작으로 발표되었으며, 4기는 2009년 1월 방영하였고 동년 3월 종료되었다. '마리아님이 보고 계셔' 관련작으로 <석가님도 보고 계셔>가 별도의 소설로 역시 코발트 문고에서 출간되고 있다. 유미의 남동생이 다니는 불교계 학교의 이야기다.
대한민국 내 정식 발매는 서울문화사에서 맡고 있으며 2019년 12월 현재 소설은 37권(프리미엄 북 제외), 만화는 9권까지 발매되어 있다. 2010년 4월 '마리아님이 보고계셔' 실사영화제작이 발표되어 그해 가을 개봉되었다. 2014년 12월 19일에 1기에서 4기까지의 애니메이션을 담은 블루레이 박스가 발매되었다.

## 개략적인 줄거리
메이지 시대 일본의 양가집 규수들을 교육하기 위해 세워진 명문 천주교여학교인 사립 리리안 여학원에는 상급생인 언니(お姉さま)가 하급생인 동생(妹)을 지도해주는 ‘자매 제도(스루(ス-ル). 프랑스어로 자매를 뜻하는 '쇠르'(soeur에서 왔음.)’라는 단어가 나오는 경우도 있다. 천주교 여학교인 리리안에는 천주교, 성공회(聖公會), 정교회의 여성수도자를 말하는 수녀(sister)들이 있으므로 그녀들과 혼동되지 않도록 고안된 장치이다.
사립 리리안 여학원의 평범한 고등부 1학년생인 후쿠자와 유미는 동경의 대상이던 산백합회(山百合会, 리리안 여학원 고등부 학생회의 별칭)의 간부 중 하나인 오가사와라 사치코를 알게 되고 산백합회와 인연을 맺어가면서 성장해가는 과정을 그린 소설이다.

## 각 권의 제목
BK 소설 한국어판 출시 M 만화화 MK 만화 한국어판 출시 A 애니메이션화 D 드라마 CD화
1. マリア様がみてる(마리아님이 보고계셔) BK M MK A D
2. マリア様がみてる 黃薔薇革命(마리아님이 보고계셔-황장미 혁명) BK M MK A D
3. マリア様がみてる いばらの森(마리아님이 보고계셔-가시나무 숲) BK M MK A D
4. マリア様がみてる ロサ.カニ-ナ(마리아님이 보고계셔-로사 카니나) BK M MK A D
5. マリア様がみてる ウァレンティーヌスの贈り物(前編)(마리아님이 보고계셔-발렌티누스의 선물 전편) BK M MK A D
6. マリア様がみてる ウァレンティーヌスの贈り物(後編)(마리아님이 보고계셔-발렌티누스의 선물 후편) BK M MK A D
7. マリア様がみてる いとしき歳月(前編)(마리아님이 보고계셔-사랑스러운 세월 전편) BK M MK A D
8. マリア様がみてる いとしき歳月(後編)(마리아님이 보고계셔-사랑스러운 세월 후편) BK M MK A D
9. マリア様がみてる チェリーブロッサム(마리아님이 보고계셔-체리 블로섬) BK M MK A D - 만화 9권까지 출간.
10. マリア様がみてる レイニーブルー(마리아님이 보고계셔-레이니 블루) BK A D
11. マリア様がみてる パラソルをさして(마리아님이 보고계셔-파라솔을 쓰고서) BK A D
12. マリア様がみてる 子羊たちの休暇(마리아님이 보고계셔-어린 양들의 휴가) BK A
13. マリア様がみてる 真夏の一ページ(마리아님이 보고계셔-한여름의 페이지) BK A
14. マリア様がみてる 涼風さつさつ(마리아님이 보고계셔-산들바람 솔솔) BK A
15. マリア様がみてる レディ、 GO!(마리아님이 보고계셔-레디, 고!) BK A
16. マリア様がみてる バラエティギフト(마리아님이 보고계셔-버라이어티 기프트) BK
17. マリア様がみてる チャオ ソレッラ!(마리아님이 보고계셔-챠오 소렐라!) BK A
18. マリア様がみてる 特別でないただの一日(마리아님이 보고계셔-특별할 것 없는 보통 하루) BK A
19. マリア様がみてる インライブラリー(마리아님이 보고계셔-인 라이브러리) BK
20. マリア様がみてる 妹オーディション(마리아님이 보고계셔-여동생 오디션) BK A
21. マリア様がみてる 薔薇のミルフィーユ(마리아님이 보고계셔-장미 밀푀유) BK A
22. マリア様がみてる 未来の白地図(마리아님이 보고계셔-미래의 백지도) BK A
23. マリア様がみてる くもりガラスの向こう側(마리아님이 보고계셔-흐린 창의 저편) BK A
24. マリア様がみてる 仮面のアクトレス(마리아님이 보고 계셔-가면의 여배우) BK A
25. マリア様がみてる 大きな扉 小さな鍵(마리아님이 보고계셔-커다란 문 작은 열쇠)BK A
26. マリア様がみてる クリスクロス(마리아님이 보고계셔-크리스크로스)BK A
27. マリア様がみてる あなたを探しに(마리아님이 보고계셔-너를 찾아서)BK A
28. マリア様がみてる フレームオブマインド(마리아님이 보고계셔-프레임 오브 마인드)BK
29. マリア様がみてる 薔薇の花かんむり(마리아님이 보고계셔-장미의 화관)BK
30. マリア様がみてる きらきらまわる(마리아님이 보고계셔-반짝반짝 빛나는)BK
31. マリア様がみてる マーガレットにリボン(마리아님이 보고계셔-마가렛에 리본)BK
32. マリア様がみてる 卒業前小景(마리아님이 보고계셔-졸업전 작은 풍경)BK
33. マリア様がみてる ハローグッバイ(마리아님이 보고계셔-헬로 굿바이)BK
34. マリア様がみてる リトル ホラーズ(마리아님이 보고계셔-리틀 호러즈)BK
35. マリア様がみてる 私の巣(마리아님이 보고계셔-나의 보금자리)(리틀 호러즈보다 1년 전 이야기)BK
36. マリア様がみてる ステップ(마리아님이 보고계셔-스텝)(요시노와 레이의 어머니들의 이야기)BK
37. マリア様がみてる フェアウェルブーケ(마리아님이 보고계셔-페어 웰 부케)

## 자매 제도
묵주를 매개로 자매의 연을 맺은 선후배 관계로, 상급생인 언니(그랑·쇠르)가 하급생인 동생(프티·쇠르)을 지도해 준다는 리리안 여학원 고등부만의 전통이다. 실제로 시행하고 있는 학교도 꽤 있는 듯하다.

## 산백합회
리리안 여학원 고등부의 학생회로, '마리아님의 마음'이라는 곡에서 이름을 따왔다. 세 명의 장미가 있고 그 일을 보조하며 다음 해에 장미가 되는 봉오리(뷔통; en bouton)들이 있다. 업무는 '장미관'이라는 이름의 2층 목조 건물에서 본다. 봉오리들은 연말에 선거를 통해 장미가 되는데, 선거에는 봉오리가 아닌 학생도 참여해 장미가 될 수 있다. 아마 낙선하는 봉오리도 있는 모양. 하지만 대체로 그대로 물려받는 식.

### 제1권-제8권
| 홍장미(로사 키넨시스)           | 홍장미(로사 키넨시스)                 | 백장미(로사 기간티아) | 백장미(로사 기간티아)           | 황장미(로사 페티다)           | 황장미(로사 페티다)               |
| ------------------------------- | ------------------------------------- | --------------------- | ------------------------------- | ----------------------------- | --------------------------------- |
| 로사 키넨시스                   | 미즈노 요코 (水野蓉子, 3학년)         | 로사 기간티아         | 사토 세이 (佐藤聖, 3학년)       | 로사 페티다                   | 토리이 에리코 (鳥居江利子, 3학년) |
| 로사 키넨시스 앙 뷔통           | 오가사와라 사치코 (小笠原祥子, 2학년) | ...                   | (2학년은 공석)                  | 로사 페티다 앙 뷔통           | 하세쿠라 레이 (支倉令, 2학년)     |
| 로사 키넨시스 앙 뷔통 프티 쇠르 | 후쿠자와 유미 (福沢祐巳, 1학년)       | 로사 기간티아 앙 뷔통 | 토도 시마코 (藤堂志摩子, 1학년) | 로사 페티다 앙 뷔통 프티 쇠르 | 시마즈 요시노 (島津由乃, 1학년)   |

### 제9권-제29권
| 홍장미(로사 키넨시스)           | 홍장미(로사 키넨시스)                 | 백장미(로사 기간티아) | 백장미(로사 기간티아)           | 황장미(로사 페티다) | 황장미(로사 페티다)             |
| ------------------------------- | ------------------------------------- | --------------------- | ------------------------------- | ------------------- | ------------------------------- |
| 로사 키넨시스                   | 오가사와라 사치코 (小笠原祥子, 3학년) | ...                   | (3학년은 공석)                  | 로사 페티다         | 하세쿠라 레이 (支倉令, 3학년)   |
| 로사 키넨시스 앙 뷔통           | 후쿠자와 유미 (福沢祐巳, 2학년)       | 로사 기간티아         | 토도 시마코 (藤堂志摩子, 2학년) | 로사 페티다 앙 뷔통 | 시마즈 요시노 (島津由乃, 2학년) |
| 로사 키넨시스 앙 뷔통 프티 쇠르 | 마츠다이라 토오코 (松平瞳子, 1학년)   | 로사 기간티아 앙 뷔통 | 니조 노리코 (二条乃梨子, 1학년) | ...                 | (1학년은 공석)                  |

### 제34권
| 홍장미(로사 키넨시스) | 홍장미(로사 키넨시스)               | 백장미(로사 기간티아) | 백장미(로사 기간티아)           | 황장미(로사 페티다) | 황장미(로사 페티다)             |
| --------------------- | ----------------------------------- | --------------------- | ------------------------------- | ------------------- | ------------------------------- |
| 로사 키넨시스         | 후쿠자와 유미 (福沢祐巳, 3학년)     | 로사 기간티아         | 토도 시마코 (藤堂志摩子, 3학년) | 로사 페티다         | 시마즈 요시노 (島津由乃, 3학년) |
| 로사 키넨시스 앙 뷔통 | 마츠다이라 토오코 (松平瞳子, 2학년) | 로사 기간티아 앙 뷔통 | 니조 노리코 (二条乃梨子, 2학년) | ...                 | (2학년은 공석)                  |
| ...                   | (1학년은 공석)                      | ...                   | (1학년은 공석)                  | 로사 페티다 앙 뷔통 | 아리마 나나 (有馬菜々, 1학년)   |

## 애니메이션 스태프
- 감독: 유키히로 마쓰시타(ユキヒロ マツシタ)
- 원작: 곤노 오유키(今野緒雪)
- 일러스트: 히비키 레이네(ひびき玲音)
- 각본: 마나부 지아키(真部千晶), 요시다 레이코(吉田玲子), 요시무라 겐키(吉村元希), 다카하시 나쓰코(高橋ナツコ)
- 캐릭터 디자인: 마쓰시마 아키라(松島晃)
- 아이캐치·엔딩 일러스트: 나카지마 아쓰코(中嶋敦子)
- 음악: 가타쿠라 미키야(片倉三起也)
- 장르: 드라마 학원물
- 등급: 17세 이용가
- TV프로그램 편수: 1기:13화, 2기:13화, 3기:5화(OVA의 권수와 같음), 4기:13화
- OVA 권수 : 5권(3기의 편수와 같음)
- 제작국: 일본(日本)

## 주제곡
《마리아님이 보고계셔》의 오프닝은 1기와 3기는 보컬이 없다. 즉, 악기만 연주되는 반주곡이다. 2기는 ALI PROJECT, 4기는 kukui가 맡았다. 반면 엔딩곡은 2기까지 보컬이 없다가, 3기(OVA 발매)부터 일본 19금 게임의 음악을 담당하는 음악집단 I've의 메인급 싱어인 KOTOKO의 보컬이 삽입되었다. 특히 3기의 두 번째 엔딩곡인 '아름다운 선율(きれいな旋律)'은 헤비메탈 그룹인 메가데스의 마티 프리드먼이 작곡을 맡아 화제가 되기도 했다. 실제로 일본의 TV 방송에 출연한 마티 프리드먼은 일본어가 능숙한 등 일본문화에 익숙한 모습을 보였다. 작사자이며 원작자인 콘노 오유키와 마티 프리드먼의 인터뷰가 코발트 (잡지)에 게재된 바 있다.
- 1기
  - 오프닝 : Pastel pure
    - 작곡:카타쿠라 미키야(片倉三起也)

  - 엔딩 : Sonata Blue
    - 작곡:카타쿠라 미키야(片倉三起也)
- 2기
  - 오프닝 : Pastel pure
    - 작사:콘노 오유키(今野緒雪), 작곡:카타쿠라 미키야(片倉三起也), 노래:ALI PROJECT

  - 엔딩 : Sonata Blue
    - 작곡:카타쿠라 미키야(片倉三起也)
- 3기
  - 오프닝 : Pastel pure
    - 작곡:카타쿠라 미키야(片倉三起也)

  - 엔딩 : Chercher (OVA 제1권~제2권)
    - 작사:콘노 오유키(今野緒雪), 작곡,편곡:C.G mix, 노래:KOTOKO

  - 엔딩 : 아름다운 선율(きれいな旋律) (OVA 제3권~ )
    - 작사:콘노 오유키(今野緒雪), 작곡:마티 프리드먼, 편곡:나카자와 토모유키(中沢伴行)/이노우치 마이코(井内舞子), 노래:KOTOKO
- 4기
  - 오프닝 : 지도산책
    - 작사:콘노 오유키(今野緒雪), 작곡,편곡:myu, 노래:kukui

  - 엔딩 : 흐린창의 저편
    - 작사:콘노 오유키(今野緒雪), 작곡:Loop-k, 편곡:사이토 이치로, 노래:히키타 카오리

## 마리아 님의 마음
사쿠마 다케시(佐久間彪)가 지은 곡으로, 로마 가톨릭계 유치원 등지에서 많이 불리고 있다. 가사는 다음과 같다.
マリア様の心 それは青空　私たちを包む　広い青空

마리아님의 마음, 그것은 푸른 하늘. 우리들을 감싸안는 넓은 푸른 하늘
マリア様の心 それは樫の木　私たちを守る　強い樫の木

마리아님의 마음, 그것은 떡갈나무. 우리들을 지켜주는 강한 떡갈나무
マリア様の心 それはうぐいす　私たちと歌う　森のうぐいす

마리아님의 마음, 그것은 휘파람새. 우리들과 함께 노래하는 숲의 휘파람새
マリア様の心 それは山百合　私たちも欲しい　白い山百合

마리아님의 마음, 그것은 산백합. 우리들도 가지고 싶은 하얀 산백합
マリア様の心 それはサファイア　私たちを飾る　光るサファイア

마리아님의 마음, 그것은 사파이어. 우리들을 장식하는 빛나는 사파이어

## 애니메이션 상품
1~4기의 DVD는 각각 콜렉터즈 에디션이란 이름이 붙은 한정판과 통상판으로 발매되었다.
- 애니메이션 1기 DVD 총 6권
- 마리아 님이 보고 계셔 총집편
- 애니메이션 2기 DVD 총 6권
- 마리아 님이 보고 계셔 봄 팬디스크 1 홍장미
- 마리아 님이 보고 계셔 봄 팬디스크 2 황장미
- 마리아 님이 보고 계셔 봄 팬디스크 3 백장미
- 애니메이션 3기 OVA DVD 총 5권
- 마리아 님이 보고 계셔 OVA 팬디스크 1,2
- 마리아 님이 보고 계셔 가을의 리리안제 행사 DVD(2부 영상)
- 애니메이션 4기 DVD 총 6권
- 애니메이션 4기 팬디스크
- 블루레이 박스

## 실사영화화
- 2010년 4월 마리아님이 보고계셔 실사영화제작이 발표되고 같은 해 가을 개봉되었다. 내용은 책 1권의 이야기를 영화화한 것이다.
- 코발트문고에서 이 실사영화의 장면들을 담은 소설 1권을 따로 출간하기도 했다.

### 배역
- 후쿠자와 유미 - 미키 호노카
- 오가사와라 사치코 - 하루
- 미즈노 요코 - 히라타 카오루
- 토리이 에리코 - 아키야마 나나(아키야마 에리)
- 하세쿠라 레이 - 사카타 리카코
- 사토 세이 - 타키자와 카렌
- 토도 시마코 - 타카다 리호
- 시마즈 요시노 - 미야케 히토미
- 타케시마 츠타코 - 히로세 아리스
- 카시와기 스구루 - 우스이 마사히로

## 졸업행사
- 블루레이 박스에 사립 리리안여학원 졸업행사 응모권이 들어있으며 2015년 3월 29일 요미우리홀에서 이 행사가 열릴 예정이다. 졸업이라는 이름을 붙인만큼 이 행사를 끝으로 더 이상의 <마리아 님이 보고 계셔> 관련 행사나 상품은 나오지 않을 것으로 생각된다.

### 출연예정 성우
우에다 카나, 이토우 미키, 시노하라 에미, 이케자와 하루나, 이토우 시즈카, 나바타메 히토미, 노토 마미코, 토요구치 메구미, 시미즈 카오리